# 짱구는 못말려의 등장인물 목록

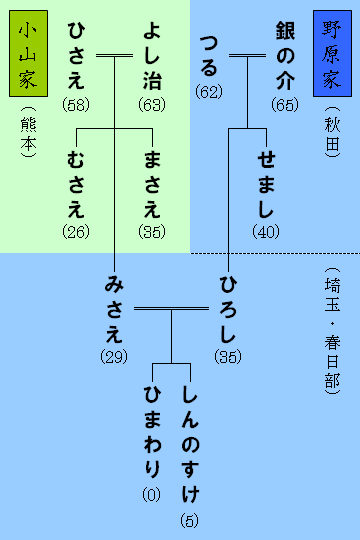
주요 인물의 가계도

다음은 짱구는 못말려의 등장인물 목록이다.

## 짱구네 가족
신짱구 & 봉미선 & 신영식 & 신짱아 & 흰둥이

## 친척

### 봉미선의 가족 (외가)
봉선달(일본명: 코야마 요시지)
성우: 사카구치 켄이치 → 이케다 토모아키 / 신용우(투니버스), 김민석(SBS)
미자, 미선, 미소 세 자매의 아버지, 신영식의 장인이다. 짱구, 짱아 남매의 외할아버지이다. 규슈 구마모토현에 거중산다. (한국판에서는 전라도 광주 출신.)
과거, 고등학교 교감 출신이었고 교직을 떠난 지금은 매달 나오는 연금으로 지내고 있다. 가부장적이고 엄격한 면모가 강하지만 손자와 손녀 앞에서는 누구보다도 자상하고 유쾌한 할아버지로 돌변해서 온갖 애교를 떨어댄다. 자신과는 모든 것이 정반대인 신돌식과는 툭하면 아이들 문제와 더불어 온갖 자잘한 문제로 으르렁거리기 일쑤다. 하지만 가끔은 죽이 잘 맞을 때도 있다.
이영선(일본명: 코야마 히사에)
성우: 우에무라 노리코 / 한채언(투니버스 5기), 윤여진(투니버스 8기~), 임은정(SBS 4기), 김미정(SBS 6기)
미선, 미자, 미소 세 자매의 어머니. 신영식의 장모. 짱구, 짱아 남매의 외할머니이다.
툭하면 사돈하고 온갖 자잘한 일로 으르렁거리는 남편과는 달리 사돈인 옥분하고는 매우 사이가 좋다.
봉미자(일본명: 코야마 마사에)
성우: 미야지 토모코 / 김새해 (투니버스)
봉미선의 언니, 신영식의 처형, 짱구, 짱아 남매의 큰이모.
봉선달의 큰딸로, 국어교사라는 안정된 직업을 가졌지만 서른다섯이 되도록 미혼이다. 평소에는 늘 우아하게 기모노를 입고 다니지만, 이런 우아한 이미지와는 달리 늑대인간, 해골과 같은 온갖 이상한 가면을 만들어 사람을 놀래키고 다니는 게 취미이다. 큰조카인 짱구를 만난 날도 가면으로 놀래주셨으니...
봉미소(중도합류)(일본명: 코야마 머사에)
성우: 네야 미치코 / 김영은 (투니버스)
봉미선의 여동생, 신영식의 처제, 짱구, 짱아 남매의 작은이모이다.
봉선달의 막내딸이다. 풍경사진을 찍는 사진작가로 일하고 있었지만, 작가가 풍경사진만으로는 돈벌이가 안된다는 이유로 상업적인 사진을 추구하는 걸 보고는 반발해서 뛰쳐나왔다. 이후 이대로 고향에 내려가면 완고한 아버지한테 야단맞을 게 뻔했기에 멋대로 미사에의 집에 쳐들어와 몇 년 동안 얹혀지내다 방을 하나 얻어 이사갔다. 그런데 새로 얻은 방은 노하라 일가가 가스폭발 사고 때문에 잠깐 살았던 마타즈레장(와르르맨션)이다. 이사를 간 뒤에도 종종 엮이는 에피소드가 자주 있다.

### 신영식의 친척 (친가)
신영식의 친척은 아직 다 공개가 되지 않았다
신돌식(일본명: 노하라 긴노스케)
성우: 마츠오 긴조 → 조 / 김기흥 (투니버스 극장판 8~9), 이인성, 김환진, 정동열 (VHS), 설영범 (SBS), 신경선(극장판 20기)
신영식의 아버지, 봉미선의 시아버지, 짱구, 짱아 남매의 친할아버지.
아키타현에서 농사를 지으며 살고있다. 한국판에서는 대전광역시에서 거주하고 있다. 짱구와 성격이 어디서 유전되었는지를 톡톡히 보여줄 정도로 손자와 하는 행동이 판박이며 호흡도 잘 맞다. 더군다나 엄격한데다 앞뒤가 꽉막힌 봉선달과는 달리, 손자, 손녀들을 눈높이에 맞추어 대해준다. 그래서 교육이란 명목으로 툭하면 아이를 쥐어박는 며느리를 매우 못마땅하게 여긴다. 오기 전에 미리 편지나 전화로 연락을 하기는 하는데 편지를 붙여놓고 편지보다 먼저 도착을 하거나 아니면 우표까지 붙여놓고 발송을 안 하는 경우도 있으며, 전화는 아예 집안에 미리 숨어들어와서 할 때도 있다. 게다가 아들 내외가 고향에 놀러왔을 때에는 아들내외를 환영해주는 장식을 사기 위해 노령연금을 모두 써버리기도 했다.
이옥분(일본명: 노하라 츠루)
성우: 키타가와 치에코 → 우메다 키쿠미 / 정유미(투니버스 3~11기), 여윤미(투니버스 13기~23), 한채언(투니버스 24기~), 한수경(SBS 1~2기), 김미정(SBS 4기), 박은숙(SBS 6~7기), 임은정(극장판 9기)→윤아영(극장판 20기)
18화 3부에서 처음으로 등장했다. 신영식의 어머니이자, 짱구의 할머니이다. 그다지 큰 특징을 보이고 있지 않은 평범한 할머니이지만 남편이 젊은 여자에게 다가가는 등 주책을 부리면 무섭게 돌변한다. 남편과는 달리, 안사돈(짱구네 외할머니)과는 친하게 지낸다. 안사돈과 마찬가지로 애니메이션에서는 일본에서 2013년에 등장했지만, 대한민국에서는 9기 이후로는 등장하지 않다가 13기에 재등장하였다. 14기 "엄마는 BNB예요"에서 한국 명칭이 공개되었다.
신공식(일본명: 노하라 세마시)
성우: 시영준(투니버스)
신돌식과 이옥분의 장남, 신영식의 형이다. 짱구와 짱아 남매의 큰아버지이다. 일찍이 결혼해서 가정을 꾸린 동생과는 달리 마흔이 넘었는데도 고향에서 부모와 같이 농사를 지으며 지내고 있다. 거기다 제수 못지 않게 구두쇠 짠돌이라 돈을 물 쓰듯 쓰는 동생에게 온갖 잔소리를 늘어놓는다. 한번은 돈을 아끼겠다며 시골에서 서울까지 히치하이킹을 해서 온 적도 있다.
앵두(중도하차, 일본명: 사쿠라 치루코)
성우: 마야마 아코
신돌식과 이옥분의 외손녀, 신영식의 외조카, 짱구와 짱아 남매의 고종사촌누나이다. 아직 유아기인 두 사촌동생들과는 달리 벌써 대학에 합격한 성인이다. 그리고 짱구는 못말려에서 하차하여 더 이상 등장하지 않는다. 공부를 열심히 해서 눈이 심하게 나빠져 평소에는 언제나 렌즈가 돌아보이는 도수높은 안경을 쓰고 있어서 약간 범생이처럼 보이지만 안경을 벗으면 상당한 미인이다. 원하는 대학에 합격하고 나서 안경 벗은 치루코를 보고 짱구가 누군지 못알아보며 얼굴을 붉혔다. 작중에서는 대부분 대학 진학 준비중인 수험생으로만 나오고 대학 합격하자마자 하차된 비운의 캐릭터다. 긴장감에 약한지 공부를 열심히 했어도 계속 걱정하는 에피소드도 있었다.

## 유치원 관계
짱구를 비롯한 친구들과 유치원생들 대부분이 조숙하다. 실제 그들의 사고력, 언어구사력, 체력 등은 현실세계에서의 중학생, 고등학생과 비슷하거나 능가한다. 하지만 키는 현실적인 5살과 같다.

### 해바라기반

#### 카스카베 마을(떡잎마을) 방범대
신짱과 친구들이 결성한 조직으로, 카스카베 마을의 사랑과 평화를 지키는 것을 목적으로 하고 있다. 방범대 비밀기지는 미도리 집과 우메 집이다. (우메 집은 원작 한정)
신짱구 & 김철수 & 이훈이 & 이맹구 & 한유리
신노스케와 그의 유치원 친구들은 레귤러 인물들 답게 극장판에서 단독주역으로 활약할 때가 있다.

### 장미반
치타(일본명: 가와무라 야스오)
성우 : 오츠카 토모코 / 주자영(투니버스 3~9기), 김율(투니버스 10기~), 안경진(SBS 1~2기), 임은정 (SBS 4, 6~7기)
엑스트라밖에 없는 장미반 원생 중 유일한 레귤러 인물로 또래들보다 덩치도 크고 체격도 좋으며 자연히 운동쪽으로는 만능이다. 게다가 자존심이 세고 짱구에게 매번 당하는 편이고 툭하면 해바라기반 아이들을 업신여기며 온갖 승부를 걸어오는데다 언제나 마사오를 못살게 군다. 하지만 아이들은 싸우면서 큰다는 말을 반영시킨듯, 가끔은 먼저 와서 놀자고 말하거나 어쩔 때는 승부를 하다가도 노는데 빠져 승부는 뒷전으로 밀릴 때도 있다.
만수, 준호(일본명: 히토시)
성우 : 시노미야 후우코→요코야마 치사→나가사와 나오 / 방연지
19화 2부에서 처음으로 등장한 장미반 아이로, 뒷머리를 쳐 올려 깎은 머리 모양을 하고 있다. 자주 불량배 동수와 함께 훈이를 괴롭힌다. 고의는 아니지만 자주 짱구에게 시달리고 있다. 최근에는 나오는 횟수가 줄어들었지만, 같은 반인 치타와 함께 나오는 경우도 있다. 투니버스판에서 짱구를 시청하고 어린이들이 문제행동을 할까봐 넣은 경고영상에서는 친구를 괴롭히면 안된다는 대목에서 이들이 훈이 머리를 문지르는 장면이 나온다.
동수, 광태(일본명: 테루노부)
성우 : 시라이시 아야코→시라토리 유리→타키모토 후지코 / 김채하
19화 2부에서 처음으로 등장한 장미반 아이로, 뚱뚱하다. 불량배 만수와 함께 훈이를 자주 괴롭힌다. 마찬가지로 짱구에게 자주 시달리고 있다. 최근에는 만수와 함께 나오는 횟수가 줄어들었지만, 같은 반인 치타와 함께 나오는 경우도 있다.
소라,보라(일본명: 미호)
성우 : 사카구치 아야
131화 1부에서 처음으로 등장한 장미반 아이로, 짱구에게 연애 편지를 전달하고 데이트(짱구 거부)하다가 다음날에는 맹구에게도 연애 편지를 전달했다. 다음 날에는 훈이와 원장 선생님에 반했지만, 그 다음날에는 역시 짱구에게 반해 다시 연애 편지를 전달하려고 한다. 그러나 왜인지 철수에게는 연애 편지가 오지 않기 때문에 "왜 나에게는 오지 않는거야"라고 한탄했다.
예슬(일본명: 메구미)
성우 : 코오로기 사토미
장미반 아이로, "훈이가 사랑에 빠졌어요"(애니메이션 1기)에 출연했다. 훈이가 그녀에게 반해 스스로 쓴 연애 편지를 전달하려고 하지만, 당황해서 대신 짱구가 전달하였다. 그러나 그 연애 편지에 자신의 이름이 없었기 때문에 그녀는 짱구 함께 시소를 타게 되어 버린다. 그것을 보고 있던 훈이가 "이름을 썼으면 좋았는데"라고 후회했다.
고구미
10기 여름방학 때 전학 온 아이로, 고구마 캐는 것을 좋아한다.
우쥬인 마슈마로(동태)
수빈(SBS)
장미반에 있는 재벌집 아들로, 헬리콥터맘인 엄마가 과잉보호하며 키우고 있어서 엄마를 부담스러워 한다. 처음엔 짱구 눈엣가시로 여겼지만 짱구와 닮아가는 모습을 보인다.
공회전(일본명: 코로가시 훈고로)
성우: 스즈키 아키코(일본)/김새해(투니버스)
16기 "볼링 대결을 해요"에 나온 장미반 볼링 천재로, 치타와 함께 짱구와 철수를 상대로 볼링시합을 했지만 볼링에 짱구의 오줌이 묻어 제 실력을 발휘 못했고, 결국 짱구가 흰둥이를 데리고 볼링공처럼 흉내내 결국 짱구팀이 우승한다. 결국 레일 위에 강아지를 올려놓았다는 이유로 원장선생님은 볼링장 출입이 금지되었다.

### 벚꽃반
정아
13기 "이미지 변신을 해요"에 나오는 여자아이로, 원장선생님과 비슷한 까마귀 때문에 원장선생님을 무서워했지만, 원장선생님이 그 까마귀를 쫓아낸 뒤로는 원장선생님을 무서워하지 않게 되었다.
성진
13기 "이미지 변신을 해요"에 나오는 남자아이로, 원장선생님과 비슷한 개 때문에 원장선생님을 무서워한다.

### 유치원 선생님과 지인
권지옹(일본명: 다카쿠라 분타, 원장 선생님)
유순해(SBS 6기)
성우: 故 나야 로쿠로(1992년~2014년), 모리타 준페이(2015년~) / 현경수(투니버스, 극장판), 최준영(투니버스 5기 40,41화), 이인성(VHS), 설영범(SBS)
굉장히 험악한 인상을 가지고 있기 때문에 처음 보는 사람들은 야쿠자 두목으로 오인하고 무서워한다.나이는 48살.짱구는 못 말려 4기의 떡잎마을 방범대 라이벌 편에서는 라이벌 편의 아이들이 짱구가 대장님이라는 말을 해서 깜짝 놀라 울기도 한다. 또 4기에서는 여름감기는 무서워편에서 아이들이 시끄럽게 떠들어서 원장선생님 모습을 보고 도망갔는데, 원장선생님이 "누가 이렇게 시끄럽게 떠들죠?"라고 묻자, 짱구가 "우와! 두목선생님"이라고 부르는데, 원장선생님은 "원장이라니까요"라고 설명한다. 하지만 실제로는 굉장히 여리고 순수한 마음을 가지고 있었기에 유치원 원장을 지내고 있다. 항상 자신을 두목님이라고 부르는 짱구에게 처음에는 그러지 말라고 하지만 이제는 별로 개의치 않는다. 2기에서 원장선생님 멋있어요 편에서는 기차를 타고 부산에가는데(한국판), 짱구가 두목님이라고 말하자 주변사람들이 수군거린다. 3기에서는 맛있는 파전을 먹어요 편에서 짱구가 불량배들에게 공격당하려 하자, 원장선생님들이 꼭 조폭처럼 생겨서 불량배들이 도망간다. 유치원 외부에서 두목이라고 불리는 바람에 야쿠자로 오인 받는 때가 있다. 도움이 필요한 사람을 돕는 원장맨으로도 활약하기도 한다.〈크레용 짱구 - 액션가면 vs 하이그레 마왕〉(짱구는 못 말려 - 액션가면 vs 그래그래 마왕)의 방학식 연설장면에서는 성격이 돌변하는 모습이 나온 적이 있다. 처음에는 소심하게 우물쭈물하다가 "두목님이 왜 그래요."라는 사모님의 말 한마디에 태도가 돌변, 정말 두목님처럼 책상에 발을 올리고 험상궂은 목소리로 말하는 불량한 자세로 연설을 했다. 소싯적에 여러 직업을 전전한 경험 덕분에(그러나 유치원 선생님들은 그의 외모를 보고 이상한 오해를 한다.) 우산수리처럼 아이들과 선생님들이 해결하지 못하는 문제를 해결해준다. 땡감이 열려서 홍시가 될 때까지 기다려야 하는 감나무에서 단감을 따먹으려고 하는 엉뚱한 선생님이기도 하다. 또한 원피스라는 만화에 등장하는 해군대장 키자루와 똑같이 생긴 외모 때문에 화제가 된 적이 있었다. 이에 크레용 신짱의 작가인 우스이 요시토와 원피스의 작가인 오다 에이치로는 서로 상대방의 그림체로 해당인물들을 바꿔 그린 적이 있었다. 짱구는 못말려 13기 "나를 태어나게 만들어요"편에서는 머리숱이 많았다.
강말자(일본명: 타카쿠라 시마)
성우: 타키자와 로코 / 주자영→임윤선(투니버스), 김정애(SBS)
떡잎 유치원의 원장 부인이자 부원장 선생님으로 원장 선생님과는 반대로 겉으로는 온유한 인상을 가지고 있지만, 일단 화가 나면 걷잡을 수 없는 성격이다. 그래서 원장 선생님이 꼼짝 못한다. 원장선생님 부인의 이름에 관련된 한 에피소드에서는 원장선생님이 아이들에게 첫사랑 이야기를 하는데, 그 중 "말자, 말자씨"라는 부인의 이름과 관련된 말을 하며 말을 이어나간다.
채성아(일본명: 요시나가 미도리, 이시자카 미도리)
목아진(어린이용 단행본), 유경희/유선생/나선생(비디오), 정은경(짱구는 게임왕)
성우: 타카다 유미(1992년~2009년)→나나오 하루히(2010년~)/이용신(투니버스, 극장판 25기 이후), 하은진(극장판 1~14기)→김하영(극장판 16~17기)→문유정(극장판 20기)→송하림(극장판 22~24기), 차명화(비디오판 전기), 유지영(VHS), 안경진(SBS 1~2기), 임은정(SBS 4,6~7기)
해바라기반 선생님으로, 짱구의 담임선생님이다. 24살, 혈액형은 A형, 가슴둘레는 89cm이다. 짱구의 담임을 맡고 있는 탓에 부모 못지 않게 속을 태운다. 짱구가 통학버스에 제시간에 탑승하지 못해 준비가 멀었는지 자주 물어본다. 하지만 아이들을 사랑하는 마음 하나만큼은 분명하다. 장미반 나미리 선생님과 영양가 없는 다툼을 한다. 애인인 쥰이치(김한석)과 결혼했고, 단행본에는 딸이 있지만, TV 애니메이션에서는 신혼이다.
김한석(일본명: 이시자카 쥰이치)
한미남(SBS 4,6~7기)
성우 : 김기흥(투니버스), 김민석→정재헌(SBS)
채성아 선생님의 남자친구였다가 현재는 결혼에 이르렀다. 성격이 우유부단해서 짱구 친구들의 조언과 도움으로 프러포즈를 하는 등 어려움이 많았다. 신혼에서 설정이 멈추었기 때문에 더 나아가는 에피소드는 없으며, 나미리 선생님이 그들을 질투하거나, 그들의 일상을 유치원 아이들(특히 유리)의 리얼 소꿉놀이의 에피소드로 삼거나 흉내 내는 등의 장난을 치는 에피소드가 존재한다.
이시자카 모모(원작 한정)
원작에서 나오는 채성아와 한미남의 딸이다. 나미리 선생님이 봉미선에게 빌린 책을 반환하기 위해 신짱네 집에 방문했을 때 진통이 시작되었는데, 우연히 마침 있던 대옥주대를 이용해 조산으로 탄생했다. 복숭아처럼 귀여운 여자 아이가 되어 달라는 것으로 "복숭아"를 뜻하는 일본어, '모모'라고 이름을 지었다. 애니메이션에서는 등장하지 않는다(애니메이션에서는 임신조차 하지 않음).
나미리(일본명: 마츠자카 우메)
소아랑(어린이용 단행본), 모나미/모선생/김미정(비디오), 김희경(짱구는 게임왕)
성우 : 토미자와 미치에 / 이희수(투니버스 3기)→한채언(투니버스), 윤여진(극장판 1~14기)→이재현(극장판 16~17기)→김도영(극장판 20기)→곽규미(극장판 22~23기)→윤은서(극장판 24기), 이지영(비디오판 전기), 최문자(비디오판 및 비디오판 극장판 후기), 최향윤(SBS 1~2기), 김미정(SBS 4기), 소연(SBS 6~7기)
떡잎유치원 장미반 담임선생님으로, 24살. 교사치고는 화장도 상당히 진하게 하는데다 고풍스럽고 도도한 이미지다. 해바라기반 담임 채성아와는 툭하면 온갖 자잘한 일로 으르렁거리는 앙숙지간이다. 남자복이 없어서 미팅을 나갈 때마다 번번이 차인다. 어느 날, 술에 취해 계단에 구르는 바람에 허리를 삐끗해서 정형외과를 찾아갔고, 거기서 만난 의사 이현우에게 첫눈에 반했다. 그래서 한번이라도 그의 얼굴을 더 보기 위해 한번 더 계단에서 굴렀다가 이번엔 다리와 팔까지 다치는 바람에 입원을 하게 됐다. 입원하는 동안 현우와는 가까워져 정식으로 연인이 됐지만 말 한 마디 없이 뼈 발굴팀에 지원해 칠레로 떠난다는 소식을 듣고는 배신감에 휩싸여 이별을 통보한다.
故 이현우(중도하차, 일본명: 교다 도쿠로)
성우: 오세홍→김용준(SBS), 현경수(투니버스 5기), 한신(투니버스 6기 재더빙)
나미리의 남자친구로, 어느 날 다쳐서 온 나미리와 처음 만났고 뜻하지 않은 작은 소란을 겪게 되면서 정식으로 연인이 된다. 뼈라면 사족을 못 쓰는 뼈 마니아이며 방안을 온통 뼈 모형으로 도배해놨을 정도이다. 어느 날 뼈 발굴팀에 자원하여 남아프리카(더빙판에선 칠레)로 떠나게 되는데 이 일로 나미리와 싸우게 된다. 결국 출국 당일날까지도 연락 한번 안하다가 비행기를 타러 에스컬레이터를 타고 내려가는 길에 급작스럽게 달려온 나미리를 마주한다. 애써 태연한 척 했지만 우메를 보자마자 미안함이 몰려와 그녀를 안으며 미안하다고 한 뒤 돌아오고 나면 다시 함께하자고 하고는 출국을 해버린다. 하지만 현지에서 벌어진 반정부 폭탄 테러로 사망하고 만다.
그의 사망전개는 나미리는 물론이고 팬들에게도 엄청난 충격을 선사했다. 원작에서는 그 후 나미리가 자살시도를 하다 짱구가 가져온 그의 편지를 읽고 굳건하게 살아가는 내용이 나오지만 한국과 일본, 양측 애니제작팀에선 동심파괴를 우려하여 해당내용은 애니화하지 않기로 했으며 칠레로 떠나는 설정으로 아예 도쿠로(이현우) 캐릭터를 방송에서 하차시킨다. 이후 수지와 흑곰으로 출연자 교체한다. 이후 그는 언급조차 안됐지만 한 에피소드에서 나온 나미리의 "하지만 어쩌지, 내 마음속엔 아직 그 사람이 자리잡고 있는데... 그래도 언제까지 옛사랑에 사로잡혀 있을 순 없어"라는 대사를 봤을 때 설정만 반영시킨 듯하다.
나다리(중도하차, 일본명: 마츠자카 마츠)
성우: 이용신
나미리의 첫째 언니로 26살이며 둘째와 연년생. 다케와 같이 한번도 애인이 없었다. 중학교 국어교사(원작 20권에서는 고등학교 국어교사라고 자칭하고 있다)이며, 성격은 나미리와 마찬가지로 더럽다. 애니메이션에서는 5기에서 등장한다. 나미리의 선자리를 방해하며, 나미리와 이현우의 소개팅도 방해하지만, 짱구로 인해 오히려 나미리와 이현우의 사이만 돈둑해졌다. 동생을 배려하는 착한 언니이다. 이후엔 아무 언급없이 동생 나리리와 동반하차한다.
나리리(중도하차, 일본명: 마츠자카 다케)
성우: 하야미 케이 / 여민정
나미리의 둘째 언니로 25살이며 연년생이다.마츠와 같이 한번도 애인이 없었다. 초등학교 교사로, 성격은 나미리와 마찬가지로 더럽다. 애니메이션에서는 5기에서 등장한다. 나미리의 선자리를 방해하며, 나미리와 이현우의 소개팅도 방해하지만, 짱구로 인해 오히려 나미리와 이현우의 사이만 돈둑해졌다. 동생인 나미리를 배려하는 착한 언니이다. 이후 큰 언니인 나다리와 동반하차한다.
차은주(중도합류, 일본명: 아게오 마스미)
고순희(SBS 6기, 극장판 17기, 23기를 제외한 챔프 방영 극장판)
성우: 미츠이시 코토노 / 윤여진(투니버스, SBS 4기,6기 초반), 김정애(SBS 6기 후반~7기), 정혜옥(극장판 7~16기)→윤아영(극장판 20기)→이보희(극장판 17기)→이새아(극장판 22~23기)
원작에서는 21권, 애니에서는 4기부터 등장한다.새로온 유치원 선생님이며 23살이다. 단발머리에 안경을 썼고 섬머그린색 상의와 회분홍색 바지를 입는다.
다리와 팔을 다쳐 입원한 우메를 대신해 장미반 임시담임을 맡았고 그녀가 돌아온 후에는 새로 만들어진 '벚꽃반'의 담임이 됐다. 하지만 어떻게 교사 자격증을 땄는지 믿기지 않고 놀랍고 신기할 정도로 지나치게 소심한데다 아이들을 무서워하는 경향이 있다. 하지만 쓰고있는 안경을 벗으면 백팔십도 돌변해 평소의 유약한 순둥이 이미지는 온데간데 없이 우메 못지않게 험악한 사람으로 돌변한다. 애니메이션에서는 아이의 보디가드 쿠로이소를 음침한 사람이라 여기며 기분나빠 했지만 그가 나무에 올라간 아이를 구해주는 걸 본 후에는 생각을 고쳐먹었다. 이때부터 썸을 타기 시작하지만 워낙 소심한 탓에 전혀 전진이 없다. 지나치게 소심한데도 사람만나는 것을 좋아한다. 15기 엄마의 병실친구가 생겼어요 편에서는 자신이 도넛을 사다가 집으로 가는데 그만 넘어지는 바람에 자신이 산 도넛은 바닥에 떨어지고 팔이 골절되고 만다. 그래서 팔에 깁스한채로 짱구엄마와 똑같은 병실에서 입원하게 된다. 유치원 선생님이지만 사고를 치거나 장난을 치기도 한다. 도넛, 군것질, 장난치기, 수지의 보디가드, 오컬트를 좋아한다.
이소룡(중도하차, 아츠쿠루 시이조)
성우: 타나카 카즈나리 / 선호제
원작에서는 출산 휴가를 얻어 잠시 떠난 채성아의 대리 선생님으로, 애니메이션에서는 유치원 교육 실습생인 22살 총각이다. 첫 등장은 원작 기준 39권이고 애니메이션에서는 2011년에 방영된 11기 "정열의 이소룡 선생님"(일본판에서는 2005년 8월에 방영된 "숨 막힐 듯이 덥다고!")이다. 이름 그대로 숨 막힐 듯이 더운 성격으로, 전형적인 체육 계 교사이다. 출근 첫날에 늦잠을 자버리는 바람에 자택에서 서둘러 차를 타고 왔다. 처음에는 원아(특히 유리) 및 직원도 답답해하던 성격이었지만 서서히 풀려가고, 운동회 후 퇴임하는 시이조 선생님을 막기 위해 원아들이 교무실에 난입하는 사건이 발생할 정도로 존경받는다. 이 이야기는 원작 42권, 애니메이션에서는 11기 "이소룡 선생님 가지 마세요"(2005년 11월에 방영된 "시이조 선생님 그만두신다구!")이다. "훌륭한 유치원 선생님이 되어 돌아온다."고 원작 42 권에서 맹세하고, 애니메이션에서는 11기 "이별은 슬픈 게 아니에요"(일본에서는 2005년 11월에 방영된 "안녕 파이어라고!")편에서 유치원을 떠나는 설정으로 하차한다. 11기 "이소룡 선생님과 눈사람을 만들어요"(일본에서는 2006년 2월에 방영된 "시이조 선생님과 눈싸움이라고" 편)에서 특별 출연하고, 원아들과 눈 놀이에 흥미를 가졌다. 어린 시절, 토끼에게 손을 물린 이후 토끼 공포증을 가지고 있다. (심지어 네네가 가진 토끼인형도 무서워한다.) 시이조는 오렌지색을 좋아해서 토끼가 먹으려는 당근을 뺏어먹으려고 했기 때문에 그런 일이 일어났지만, 토끼가 고의로 그랬다고 생각하고 있었다. 그러나 그것이 오해라는 것을 기억해내고 토끼 공포증을 극복했다. 극중에서 이 때문인지, 처음에는 시이조 선생님을 매우 싫어했던 유리가 사랑에 빠지기도 한다. 성격답게 좋아하는 말은 "열혈", "열렬한", "열정", "열심히"이고, 싫어하는 말은 "냉혈", "냉랭한", "냉정", "대충"이다. 좋아하는 장소는 아타미(한자 표기가 熱海라서 좋아하는 듯 하다.)이고, 싫어하는 장소는 (한자 표기가 싫어하는 듯 하다.)이다. 좋아하는 요일은 화(火)요일이고, 싫어하는 요일은 수(水)요일이다. 좋아하는 말은 "핫 비즈"이고, 싫어하는 말은 "쿨 비즈"이다. 자신의 옷에는 뜨거운 것의 이름이 프린트되어 있는데, "모닥불"과 "부싯돌"과 "열대야" 등 다양한 말이 프린트되어 있다. 오미야에 있는 아파트 "카키쿠케코포"에 거주하고 있다.

### 유치원 학부모
정혜선(일본명: 사쿠라다 모에코)
성우: 사이토 쇼코 → 하기모리 준코 / 여민정 (투니버스), 장경희 (극장판), 김정애(SBS), 소연(SBS)
유리의 어머니로, 평소에는 무척이나 다정다감하고 상냥한 평범한 주부지만 화가 나면 백팔십도 돌변해 남몰래 커다란 토끼인형을 구타하며 화풀이를 한다. 기본적으로 카스카베 방위대를 상냥하게 대해주지만, 유독 신노스케를 질색하고 그의 부모들까지 싫어한다. 그들하고 엮였다하면 항상 평화로운 일상을 망치는 사건사고가 벌어지기 때문이다. 그래서 그들과 만나면 겉으로만 상냥하게 대할뿐 속으로는 온갖 흉을 다 본다.
유리 아빠(사쿠라다 엔조슈모)
성우: 선호제(투니버스), 김민석(SBS)
유리의 아버지로, 노하라 일가를 싫어하는 아내와는 달리 노하라 일가에게 친절하다. 하지만 가끔 눈치없는 행동으로 아내의 원망을 산다. 대표적으로 캠핑장에서 우연히 마주친 노하라 일가를 정겹게 불러서 같이 캠핑을 하게 된 에피소드가 있다.
철수 엄마(일본명: 카자마 미네코)
성우: 타마가와 사키코 / 이용신(투니버스), 여민정(극장판), 한수경(SBS), 임은정(SBS)
철수의 어머니로, 부잣집 사모님 답게 도도하고 교양있으며 자녀교육에도 열정이 높아 5살밖에 안된 아들을 여러 학원에 많이 보내고 있다. 하지만 무조건 아이에게 공부만을 강조하는 일부 부모들과는 달리, 아이가 학원 때문에 스트레스를 받았다는 걸 알고는 눈물을 흘리며 사죄하는가 하면 친구를 함부로 대하는 모습을 볼 때마다 엄하게 야단을 치는 등 인성교육에도 힘쓰고 있다. 극장판에서는 이 캐릭터가 괴물로 나와 생고기뜯는 장면이 나온적이 있는데 이 묘사가 상당히 기괴하여 많은 어린이들의 동심을 파괴했다.
철수의 아빠
성우: 카네마루 준이치 / 권성혁
철수의 아버지로, 호주에서 샐러리맨 일을 하고 있기 때문에 아이와 보내는 시간이 절대적으로 적다. 그래서 토오루는 엄마 말에 휘둘리는 마마보이가 됐으며 아빠에 대한 그리움이 강한 편이다.
철수 외할머니
10기 '선물 고르기는 어려워요'편에서 언급된 할머니로, 생일을 맞아 토오루는 손수건을 선물해주기로 했는데 멋대로 따라온 신노스케 때문에 지갑을 잃어버려 아무것도 못 샀다. 이후 편지와 함께 '어른이 되면 외할머니에게 식사를 대접하는 약속'을 담은 식사권을 직접 만들어 보내드렸다.
훈이 엄마
성우: 한채언(투니버스), 김정애(SBS), 정혜옥(극장판)
훈이의 어머니로, 철수나 철수의 엄마와는 달리 얼굴이 자신의 아들인 훈이와 똑같이 생겼다. 계산을 잘 한다. 또한 상당한 한류 팬이다.
훈이 아빠
훈이의 아버지로, 짱구는 못말려 13기 9화 "록밴드를 만들어요"에서 뒷모습으로 첫 등장한다. 얼굴은 나오지 않았다. 학창시절 때에는 록밴드를 했지만, 사실은 악기연주는 해본 적도 없고, 록 음악보다 클래식 음악을 좋아한다.
흑곰(중도합류)(일본명: 쿠로이소)
성우: 타치키 후미히코 / 김기흥(투니버스), 이재용(SBS), 이현우(극장판 8, 14기)
현우가 칠레로 떠난다는 설정으로 하차한 뒤, 한수지와 합류한다. 수지의 경호원으로 그녀의 일거수일투족을 모두 따라다닌다. 평소, 수지는 어른인 그를 아랫사람 대하듯 하대하고 툭하면 약점 잡아내는 도구로 이용해먹기 일쑤지만, 일상을 함께 다니는 사이 나름 정이 들었는지 애니판에선 짝사랑하는 차은주를 이어주기 위해 떡잎마을 방위대와 연합하는가 하면 허리를 다쳐 입원했을땐 유치원에서 주운 낙엽으로 그의 얼굴을 만들어주기도 했다.

### 카스카베 마을 방범대가 아닌 아이
한수지(중도합류)(일본명: 스오토메 아이)
성우: 카와스미 아야코 / 이용신(투니버스), 임은정(SBS), 윤여진(극장판 8, 14기)
이현우 선생이 칠레로 떠나는 설정으로 하차한 뒤, 그녀의 보디가드 흑곰과 함께 유치원 전학생이란 설정으로 합류한다. 짱구를 좋아하는 재벌집 딸이다. 떡잎유치원 여자 유치원생으로 떡잎마을 방범대 6번째 일원으로 들어가고 싶어한다. 그러나, 유리 때문에 들어가지 못한다. 원작에서는 25권, 애니메이션에서는 1999년(한국에서는 6기)부터 등장한다. 뉴욕에서 출생하였고, 이미지 컬러는 레드 와인이다. 초반에 짱구님이라고 부르면서 짱구를 많이 쫓아다니기도 하였다.

## 와르르 맨션의 주민들
때때로 기우뚱 맨션이라고도 불리는 와르르 맨션은 짱구네가 가스 폭발 사고로 임시 거주지가 필요해져서 2001년 5월 18일 ~ 2002년 5월 18일(국내기준, 2006년 12월 5일 ~ 2008년 10월 28일)동안 잠시 거주한 집이다. 가스 사고로 살 집이 없어진 짱구네 아빠는 복덕방을 돌아다니면서 집을 구하다 신혼시절에 살던 집과 비슷하고 집세도 싼 와르르 맨션을 보고 입주했다. 집을 같이 보러 다닌 정훈, 민희는 짱구 아빠의 감상적 생각을 이해 못해, '목욕탕도 없는 집에서 사신다고요?'라며 놀란다. 《짱구는 못말려 7》에서는 보험회사에서 지급한 화재보험금 덕분에 재건공사가 무사히 잘 끝나서, 원래 살던 집에서 다시 살게 된다. 와르르맨션 출연진 중 한경수 형사와 오대성 형사, 배우경은 2002년 5월 18일(국내기준, 2008년 10월 27일)을 끝으로 전부 동반하차했고, 셀 방송에서 디지털 방송으로 전환되었다.
박씨 구두쇠 아줌마(중도합류, 일본명: 오오야 누시요)
성우: 가가와 코우코 / 박은숙 (SBS), 한채언 (투니버스)
2001년 5월(국내기준, 7기 20화 / 2006년 12월) 합류한 와르르 맨션의 구두쇠 +완벽주의자 + 인간 말종 + 무책임 + 빌런 + 사이코패스인 주인할머니이다. 나이는 67살. 102호에 사는 남편이 물려준 유산인 와르르맨션을 소중하게 생각한다. 그래서 시끄럽게 뛰어노는 아이들과 주민들이 집을 훼손하는 것, 애완동물을 키우는 것을 매우 싫어했었다. 복도에서 금지된 문구를 다 붙여놓고  봉미선과 싸우고 그날 저녁, 열받은 봉미선은 월세를 내겠다며 이 맨션을 떠난다고 다짐하면서 102호로 가는데 누시요가 정신을 잃고 기절해서 쓰러진 것을 보고 깜짝놀라자, 유미엄마와 둘이 죽을 만들어서 먹여주고, 다음 날에 자신이 복도에 붙인 금지문구들을 다 떼어내고 짱구한테 조심히 걸으라고 주의를 주고 미소를 짓는다. 30년전에 남편과 딸이 교통사고로 세상을 떠난 뒤, 혼자서 살기 위해 억척스러워야 했던 그녀는 감정을 솔직하게 표현하는데 서투르지만 실제로는 봉미선과 유미 엄마의 진심이 담긴 친절을 고맙게 생각하고 있다. 또 전골먹으러 초대했을 때 친절한  모습으로 새로운 고기를 주는 츤데레 면도 있다. 모형 틀니로 탑을 쌓는 이상한 취미를 갖고 있다. 애니메이션에서는 짱구네가 원래 집으로 돌아간 이후에는 거의 등장하지 않다가, 일본 방영 기준 2012년 3월에 재등장하였다. 특히 짱아를 예뻐하고 좋아한다.
오수(중도합류, 일본명: 욘로)
성우: 사쿠라이 토시하루 / 이호산(투니버스), 정재헌(SBS)
배우: 나카오카 소이치 (광고 《또 다른 크레용 신짱》)
2001년 5월(국내기준, 7기 20화 / 2006년 12월 방영분) 합류한 짱구네 이웃으로, 201호에 살던 대학생이다. 오타쿠 기질이 있다. 짱구 가족과 처음 만났을 때는 사수생이었지만, 도쿄후타바산업대학교(봉미선이 T대로 착각함)에 합격한다. 여담으로 이름이 오수인데 한번 더 재수하면 이름과 재수 횟수가 같아지게 되서 그걸 말하면 극대노한다. 입시 실패 원인도 가관인데 날짜 착각해서 경마장에 간 적도 있고 설사하다가 망친적도 있다고 한다. 봉미선이 가사노동에 지쳐있을 때, 다양한 볼거리를 제공하는 목장구경을 권유할 정도로 세심하고 친절하다. 해마다 대학입시에서 탈락하였으므로 '떨어진다.'는 말에 매우 민감한 반응을 보였다. 합격자를 확인하는 날에도 의기소침해 있었지만, 봉미선이 "그동안 공부한 게 아깝지도 않아요?"라고 설득하여 기운을 차렸다. 아르바이트를 해서 학비와 생활비를 마련해야 하는 자취생이라 제대로 먹지 못하기 때문에, 재건된 짱구네 집에 찾아왔었을 때 탈진해서 기절했었다. 이를 본 봉미선은 제대로 밥상을 차려주었다. 신영식도 언제든지 오면 밥을 주겠다고 약속했다. 짱구 집과 같이 살 적에도 라면같은 인스턴트 음식으로 때웠다. 생존을 위해 분투하는 일본, 한국청년들의 삶을 보여준다. 애니메이션에서 짱구네에 민폐를 끼치는 인물 중 하나이다. 2012년 3월 이후 등장하지 않다가 2014년 1월 17일 방영분에서 재등장하였다.
배우경(중도하차, 야쿠즈쿠리 유우)
성우: 오오모토 마키코 / 문남숙 (SBS), 이소은 (투니버스)
2001년 5월(국내기준, 7기 20화 / 2006년 12월 방영분) 합류했다가 2002년 5월(국내기준, 8기 18화 / 2008년 10월 27일 방영분) 하차했다. 짱구네 이웃으로, 203호에 사는 배우지망생이다. 연기에 대한 열정이 있지만, 지나친 긴장으로 오디션 때마다 불합격했다. 그의 재능을 알아본 감독 덕분에 극단에서 활동하게 되어 이별을 아쉬워하는 이웃들을 뒤로한 채 맨션을 떠나는 설정으로 하차한다. 국내에선 한경수 형사와 오대성 형사와 동반하차했다. 이후 11기 "연예인을 만나러 가요"(일본에서는 2008년에 방영)에 카메오로 특별출연 했다.
유미 엄마(중도합류, 일본명: 구쓰조코 아츠코)
성우: 이시카와 히로미 / 김보영 (투니버스), 임은정 (SBS)
2001년 5월(국내기준, 7기 21화 / 2006년 12월) 합류했다. 짱구네 이웃에 205호에 사는 젊은 아줌마이다. 트럭으로 농산물과 해산물을 산지 직송하는 남편과 외동딸 아츠미가 가족이다. 성격이 활달하고 붙임성이 있어서 미사에와 친하게 지낸다. 옷을 세련되게 잘 입는 멋진 주부이지만 살림이 서툴다. 그래서 봉미선은 유미 엄마에게 최신 유행을 배우고, 유미 엄마는 봉미선에게 살림을 배운다. 애니메이션 판에서는 와르르맨션(마타즈레장)에 사는 것으로 나오는데, 원작 만화책은 다른 곳에서 거주하고 있는 것으로 나온다. 13기 "유모차를 예쁘게 꾸며요"에서는 유모차를 예쁘게 꾸미고, 3살인 유미까지 타게 했다. 또한 히마가 타는 유모차도 예쁘게 꾸몄다.
유미(중도합류, 일본명: 구쓰조코 아츠미)
성우: 정유미 (투니버스), 박은숙 (SBS)
그의 어머니와 함께 2001년 5월(국내기준, 7기 21화 / 2006년 12월)에 합류했다. 짱구네 이웃으로, 205호에 사는 아츠코의 3살 된 외동딸이다. 엄마를 닮아 세련된 성격이다. 짱아를 무시하는 경향이 있지만 잘 놀아준다. 짱아에 비하면 짱구에 대해서는 약간 혐오감을 느낀다. 짱아와 짱구, 그리고 아츠미를 붙여놓으면 서로 잘 논다. 그들 셋이 나오는 에피소드도 한번씩 있다.
오대성(중도 하차, 일본명: 오다큐지)
성우: 정재헌 (SBS), 최승훈 (투니버스)
2002년 2월(국내기준, 7기 25화 / 2007년 1월 2일 방영분) 합류했다가 2002년 5월(국내기준, 8기 18화 / 2008년 10월 27일 방영분) 하차했다. 스테로이드 마약범과 그의 애인인 리사의 집을 감시하기 위해 부자(父子)로 위장하여 잠복한 형사 일행 중 아들 역을 맡고 있는 젊은 형사이다. 인중이 매우 길다. 짱구가 일을 부추기는 바람에 팔에 깁스를 하거나 이마에 붕대를 감는 등 온갖 고생을 한다. 이후 경찰서로 떠나는 설정으로 선배 한경수와 배우경과 동반 하차했다. 일본에서 2006년(대한민국에서는 미방영)에 카메오로 특별출연 했다.
한경수(중도하차, 일본명: 니가리야 교우스케)
성우: 이재용 (SBS), 현경수 (투니버스)
2002년 2월(국내기준, 7기 25화 2007년 1월 2일 방영분) 합류했다가 2002년 5월(국내기준, 8기 18화 / 2008년 10월 27일 방영분)하차했다. 스테로이드 마약범과 그의 애인인 리사의 집을 감시하기 위해 부자(父子)로 위장하여 잠복한 형사 일행 중 아버지 역을 맡고 있는 중년의 형사이다. 살짝 탈모가 있다. 큐지와 마찬가지로 짱구가 일을 부추기는 바람에 아픈 척을 해야 하는 등의 고생을 한다. 이후 경찰서로 떠나는 설정으로 후배 오대성과 배우경과 함께 동반하차했다. 일본에서 2006년(대한민국에서는 미방영)에 카메오로 특별출연 했다.
겐부 이와오(출연미상)
428화 2부에서 처음으로 등장했다. 204호에 사는 동성애자로, 애니메이션에서는 나오지 않으나 극장판 14기에서 잠시 등장한 적이 있다. 찻집(게이 바)인「駅前の無乱ルーズ」에 근무하고 있으며, 이전엔 국내 점유율 베스트 3에 들어가는 속옷 회사 (주)ゲンブ元社長의 회장이었다(현재는 아들의 현무 타쯔야가 그 뒤를 이었다). 현재는 모든 것을 접고 찻집을 운영하며 살고 있다. 수잔 코유키라는 가명을 쓰고 있다.
그린베레 대원 (미국 육군 특수 부대 중령, 출연 미상)
교통 법규를 잘 준수하는 베스트 폭주족 "16호의 검은 표범"의 초대 총장 등 파격적인 경력의 소유자이다. 지금은 자신의 과거는 버렸다며 현재의 새 삶을 즐기고 있다.
가랑(オマタ)(출연 미상)
세계 최고 금 산출 국가인 다버껴봐 공화국의 왕자로, 마음대로 신부감을 정하려는 아버지를 피해 와르르맨션으로 와 있다. 자신이 부자라는 내색을 전혀 하지 않아 타인들과 함께 지내는 데에 무리가 없다. 사소한 장난을 치는 것을 좋아하며 애니메이션(한국판)에는 등장하지 않는다.

## 그 밖의 인물
요시코(吉子)
만화작가가 직업인 짱구 엄마의 친구이다.
양미숙(일본명: 혼다 케이코)
민선(초기), 경희(중기)
성우: 타카야마 미나미 / 정유미 (투니버스), 주유랑 (1기), 최향윤 (2기, 4기) (SBS), 김정애 (6기), 박은숙 (7기), 윤여진 (투니버스 8기)
중학교 때부터 20년 가까이 짱구 엄마와 알고지낸 절친한 친구로, 짱구 엄마의 학창시절 친구들 가운데 유일한 레귤러 인물이다. 일찍 결혼해서 두 아이의 엄마가 된 짱구 엄마와는 달리 29살이 되도록 독신생활을 하다 8살 연하의 사토시를 만나 결혼을 했고 이후 아들 히토시를 출산했다. 하지만 남편이 아직 어린데다 결혼생활을 시작한지 얼마 안된탓에 부부싸움이 잦은 편이다.
지만(일본명: 혼다 사토시)
성우: 신용우→강호철→김명준 (투니버스), 김민석→정재헌 (SBS)
양미숙의 8살 연하의 남편으로, 집안일에 '집'자도 못하는 신영식과는 대조적으로 빨래, 설거지, 집반찬 만들기 등 주부 못지않은 살림 실력을 가졌다. 하지만 아직 나이가 어리다 보니 피규어 하나를 사는데 200만원이라는 거금을 써버리는 등의 철없는 행동을 보여 아내와 충돌이 잦은 편이다.
혼다 히토시
한별(SBS), 호진(투니버스)
미숙과 지만의 아들로, 짱아와 또래이다. 한국 이름은 초창기 SBS판은 '한별'이었지만 투니버스판에서는 '호진'으로 바뀌었다.
최유리(일본명: 모가미가와 후미에)
지선 (SBS)
성우 : 코자쿠라 에츠코
케이코의 조카로, 미미와 닮았지만 성격은 정반대다.
유이슬(일본명: 오오하라 나나코)
한지혜 (SBS 4, 6, 7기 , 대원 극장판)
성우 : [일본] 사유리(1996년 ~ 2012년), 이토 시즈카(2013년 ~ 현재) [대한민국] 정혜옥 (투니버스, 극장판 7~14기, 25기~), 한수경 (SBS 2기), 김정애 (SBS 4기), 소연 (SBS 6~7기), 이새아 (극장판 23기), 장예나 (극장판 24기)
신짱구의 짝사랑 상대. 마음씨 착한 미녀 대학생으로, 남들이 다 이상하다고 생각하는 신짱구를 평범한 어린이로 대해준다. 그래서 신짱구는 이슬이 앞에서는 평소의 말썽꾸러기 모습은 싹 감추고 새삼 착한 어린이로 돌변한다. 한국판에서는 어떤 시즌에서는 '이슬'로 나오고 어떤 시즌에서는 '지혜'로 나오면서 유이슬에 이름을 제대로 모르는 사람들도 있다.
유쾌한(일본명: 오오하라 시쥬로)
강필수(5기)
성우 : 설영범 (SBS), 현경수 (투니버스 5~9기, 12기), 소정환 (투니버스 11기~)
이슬의 아버지이다. '호쾌' 시리즈를 연재하는 소설가이다. 자나깨나 딸 걱정뿐인 딸바보 아버지로, 이슬과 관련된 일이라면 일까지 팽개쳐놓고 달려온다. 더군다나 멋대로 이슬을 여자친구라고 단정짓는 신짱구를 매우 못마땅하게 여기지만 딸아이 일이라면 연합한다.
박광자(일본명: 칸다도리 시노부)
김경일(4기), 오말자(5기)
성우 : / 주자영→안영미→김율 (투니버스), 안경진→박은숙 (SBS),
나나코의 친구로, 현역 레슬링 선수다. 거기에 걸맞게 덩치가 상당히 좋다. 나나코만큼이나 신노스케를 유쾌하게 대해준다.
남춘애(옆집 아줌마, 일본판 성씨: 기타모토)
성우: 스즈키 레이코 / 김현심 (투니버스 8, 12기~), 안경진 (SBS 1~2기), 임은정 (SBS 4기), 박은숙 (SBS 6~7기), 주자영 (투니버스 3, 5기), 한채언 (투니버스 9~11기), 여민정, 장경희 (극장판 2~14기)→이보희(극장판 17~20기)→곽규미(극장판 22~24기)
마을 부녀회의 회장이며, 마을 사람들의 비밀을 캐면서 그 비밀을 여기저기 퍼뜨리고 다닌다. 짱구네 가족이 가스 폭발 사고로 살 집이 없어졌을 때, 자신의 집을 임시로 빌려주고 시로도 맡아줄 만큼 신짱네와 친하다.
고뭉치(일본판 성씨: 가와구치)
강대원, 최군(SBS 1,2기), 김천수(SBS 4기)
성우 : 나카무라 다이키 / 홍범기→최재익→소정환(투니버스), 김민석→정재헌(SBS)
신영식이 다니는 회사의 제일 친한 후배이다. 예전에 짱구의 유치원 선생인 나미리와 사귀었다가 그녀의 발언으로 헤어졌다.
성유미(일본명: 쿠사카 유미)
짱구 아빠가 다니는 회사의 부하직원으로, 가와구치가 짝사랑하는 사람이다.
부장
성우: 고오리 다이스케→오오토모 류자부로 / 설영범 (SBS), 신용우→권성혁 (투니버스), 임채헌 (극장판 11, 13기), 고구인 (극장판 16~17기), 김현욱 (극장판 23기)
신영식의 직장 상사로, 애니메이션에서는 최근에는 등장하지 않는다. 등장해도 대사는 없이 나온다. 23기 극장판(2015년)부터 새로운 성우가 결정되었다.
붉은 장미 삼총사(일본명: 사이타마 붉은 전갈대, 최용숙, 이은혜, 최마리)
성우: 최용숙(이쿠라 카즈에, 최향윤→김정애 (SBS), 이희수→정유미→정혜원(투니버스)), 김은혜(호시노 치즈코 / 안경진→소연 (SBS), 여민정→박리나(투니버스)), 마리(무타 아키코 / 김정애→강희선 (SBS), 주자영→김율(투니버스))
여고생 삼총사이며, 겉으로는 굉장히 불량스럽고 난폭해 보이는 날라리지만 실제로는 그렇게 나쁘지 않다. 늘 짱구과 마주치며, 반드시 피곤한 사건이 터지기 때문에 항상 짱구을 만날까 두려워하고 있다. 짱구엄마가 짱아를 출산하는 편에서는 짱구가 약간 심각한 모습을 보이자, 스쿠터를 타고 산부인과로 갔다. 특히 대장 류코는 겉으로는 거칠어 보이지만, 집에서는 인형을 갖고 논다. 그 면에서는 철수와 잘 맞는다. 그 일로 인해 동료들과 신짱, 특히 유리에게 오해를 받기도 한다. 또 짱구 아빠의 외모를 보고 첫눈에 반했지만 이루어질수 없는 사랑이란 걸 누구보다도 잘 알기에 속으로만 좋아하고 있다. 오깅은 항상 마스크를 쓰고 다니기 때문에 그 얼굴을 어떻게 생겼는지 알 수가 없다. 오깅이 마스크를 쓰는 이유는 맨 얼굴은 불량스럽지 못하다고 생각되어 마스크를 쓰면 불량해 보이기 때문에 마스크를 쓴다고 한다. 짱구에게 개그 선생으로 오해받은 적도 있다.
정훈(일본명: 하토가야 요시링), 민희(일본명: 하토가야 밋치)
상우, 혜리 (SBS 4기)
성우: 정훈(사카구치 다이스케 / 홍범기(투니버스), 사성웅→정재헌(SBS), 이현우→이현→이기성(극장판)), 민희(오오모토 마키코 / 이용신(투니버스), 김미정(SBS), 윤미나→이유리→장미(극장판))
노하라 일가 옆집으로 이사온 닭살 부부로, 20살이 훌쩍 넘은 성인들이지만 하는 행동은 어린아이 수준이다. 둘다 남의 집에 멋대로 쳐들어와 맛있는 것만 얻어먹기, 부부싸움을 하고 나타나선 방 하나 내어달라고 하는 것 등등 온갖 민폐행동을 저지르는 데다 미안한 기색도 없다. 그래서 말썽이라면 한가닥 하는 짱구 조차도 질색한다.
로베르토 맥과이어(로베르트)
성우: 호리 유키토시 / 김국진(투니버스 10기 ~), 현경수(투니버스 5~9기), 이재용(SBS)
짱구 옆집에 사는 외국인이며 남춘애의 조카이다. 일본 문화에 광적으로 심취해 있다. 짱구 가족 덕분에 이상한 것을 배우기도 한다. 짱구, 유리, 훈이, 철수 엄마를 잠깐 동안 영어 과외를 해줬다. 그러나 모두 하루 만에 그만뒀다. 짱구는 못말려 X파일 때 미공개 파일이니 이때 첫등장한 것이라고 볼 수 있다. 짱구가 하는 행동을 따라한다.
서점주인(카스카베 서점 사람들, 희경)
성우: 서점 주인(한채언), 희경(박리나)
카스카베 서점 사장과 직원으로, 서점안에선 조용히 한다를 철칙으로 내세웠는지 몸짓으로 대화를 한다. 툭하면 서점을 찾아와 행패를 부리는 신노스케를 블랙리스트로 지정했고 이 때문에 그의 엄마 미사에가 아르바이트를 시작했다 하루만에 해고당하는 촌극이 벌어졌다.
미아센터 직원(상사, 쥰코 코시타니(김승미))
액션백화점 미아보호소에서 일하는 여직원들로, 기본적으로 맡은 일에 매우 충실한 사람들이지만 미아보호소를 심심하면 놀러오는 놀이방으로 여기는 신노스케와 오빠를 빼닮아 온갖 말썽을 다 일으키는 히마와리 남매를 블랙리스트로 지정했다.
모토히사(준호)
서부극과 닌자 극을 즐기는 대책 없는 아이이며 2명의 친구(부하)를 데리고 다닌다. 유리를 보고 첫눈에 반했지만 맨날 유리에게 차이고, 짱구와 친구들로부터 유리를 뺏으려고 매번 짱구에게 도전하지만 맨날 진다.
다케시
훈이를 괴롭히는 초등학생 깡패이다. 동생을 못살게 굴다가 엄마한테 혼나는 녀석이다. 엄마를 제일 무서워하며 짱구의 장난에 매번 당한다. 16화 2부에서 처음으로 등장했다가 106화 1부에서 다시 나왔다.
고우 고타로
액션 가면의 배우로, 콘서트나 공연 사인회를 다닐 때마다 짱구를 많이 봐서 짱구를 잘 안다. 실제로 온갖 무술을 잘한다.
초롱이(일본명: 신코)
성우 : 코오로기 사토미 / 박리나(투니버스)
무슨 이유에서인지 초롱이만 왔다하면 하늘에는 이상한 모양의 먹구름이 깔리고 배경음도 이상한 음악이 흘러나온다. 언뜻 보기에는 영락없는 5살 꼬마아이지만 돌발행동을 자주하고 약간 음침한 구석도 있었다. 게다가 뭔가를 물어보면 '개인정보'라는 이유로 대답해주지 않는다. 그래서 만나는 사람마다 당황하게 만드는 미스터리한 구석이 가득한 아이다. 팬들 사이에서는 '4년 뒤 5살이 된 짱아'거나 '훗날 짱구가 한수지와 결혼해 낳은 딸'이란 두 가지 의견이 공존하고 있다.
이한세(일본명: 요시이 우스토)
박수둥 (SBS)
성우: 김기흥 (투니버스), 설영범 (SBS)
크레용 신짱의 작가 故우스이 요시토가 자신의 이름을 섞어서 만든 캐릭터이다. 인기 만화인 닌자 소년 후부키마루의 작가이며 만화는 인기가 있지만 워낙 휴재나 펑크가 많으며 출판사에서 빨리 내라고 달달 볶아 내거나 신 짱만 마주치면 휴재나 펑크를 낸다. 마사오가 존경하는 만화가다. 짱구는 못말려 9,10기에서 나온다.
사주라(일본명: 우리마 쿠리요)
자칭 '지옥에서 온 세일즈 레이디'로, 27세 독신 여성이다. 자주 여장남자로 오해를 받긴 하지만 여자다. 짱구네 집에 유아용 영어교육 테이프 등을 팔러 등장하지만 계속 실패한다. 미사에에게 물건을 팔아볼려 하지만 짱구 때문에 실패의 연속을 걷는다. 결국 입산수도를 해서 동물들에게도 물건을 팔 수 있게 되었지만 또 짱구에게는 실패한다. 그런데 입산수도를 할 때 동물에게 받은 물건으로 만든 악세사리를 짱구가이 마음에 들어해서 드디어 짱구에게 물건을 팔게 되어 마음의 짐을 벗게 된다(근데 짱구가 돈을 준다길래 팔았는데 저금통이 비어 있었다.). 오랫동안 등장하지 않다가 신 크레용 신짱 1권과 2014년 7월 11일 방영분에서 재등장하였다.
등산 할아버지
10기 "산에 올라가 자연을 만끽해요"에 나오는 등산을 좋아하는 할아버지이며, 등산 중간에 두통에 시달렸지만 짱구가 두통약을 주어서 나았다. 이후 짱구 일행과 정상까지 오른다. 박팽이의 형이라고 한다.
배우 지망생
10기 "산에 올라가 자연을 만끽해요"에 나오는 배우가 되고 싶어하는 여자이며, 자살을 결심하지만 짱구의 도움으로 마음을 고쳐먹고 신짱 일행과 등산에 동행하게 된다. 이후 티비에서 까메오로 짤막히 등장할 때도 있는 것으로 보아 배우가 되는 것에 성공한 듯하다.
산장 주인
10기 "산에 올라가 자연을 만끽해요"에 나오는 산장을 운영하는 산장주인으로, 짱구가 산장에서 소란을 피워 앞으로는 짱구와 짱구 아빠를 재워주지 않겠다고 한다.
등산 아주머니
10기 "산에 올라가 자연을 만끽해요"에 나오는 산장에서 잠시 머물러 가는 등산객으로, 화장실에 가던 도중 짱구를 아이귀신이라 착각하고 놀라서 짱구가 소란을 피우게 된다. 이후 아침에 짱구 일행을 동행객에게 안 좋게 말하고 다닌다.
장아찌 할머니
13기 "내키는 대로 드라이브해요"에 나오는 채소가게에서 장아찌를 파는 할머니로, 신영식에게 자신이 운영하고 있는 손칼국수 식당인 "아무데나 식당"을 소개해 준다. 맛있는 손칼국수, 장아찌와 짱구엄마가 칭찬한 좋은 채소로써 장사한다.
군고구마 아저씨
13기 "군고구마가 먹고 싶어요"에 나오는 군고구마를 파는 아저씨로, 멧돼지가 하트방귀를 뀌는 그림이 그려져 있는 트럭을 몰고 온다. 그림은 하트방귀를 뀌는 게 아니라 그냥 하트이며, 군고구마를 좋아하는 봉미선에게 맛있게 생긴 군고구마를 주었다. 14기 "자유롭게 살고 싶어요"에서 재등장하여 공짜로 군고구마를 먹고 싶어하는 짱구와 친구들에게 군고구마 홍보를 시켰다.
박찡구(일본명: 시노하라 친노스케)
일본에서는 2010년에, 한국에서는 13기에서 등장하는 짱구가 변기 타임머신을 이용해 미래로 갔을 때 나타난 짱구와 닮은 아이이다. 짱구 엄마인 봉미선을 닮은 엄마가 있다. 가방의 이름표에는 짱구의 성과 같은 "노하라 친노스케"로 되어 있다.
우가짱가
13기 "나의 아내는 누구일까요?"에 나오는 남자 원시인으로, 짱구와 닮았다. 맘모스 고기를 좋아한다.
나탈리
13기 "나의 아내는 누구일까요?"에 나오는 여자 원시인으로, 봉미선과 닮았다. 짱구가 시간여행을 할 수 있는 변기덮개를 가진 이후, 짱구 일행에게 사냥감을 가져오면 변기덮개를 돌려주고 신랑감으로 삼겠다고 했다. 이후 짱구가 다친 상처를 치료해 주자, 짱구를 좋아하게 되었고, 짱구가 현재로 돌아간 이후에 짱구와 닮은 우가짱가를 좋아하게 되었다.
시건만
13기 "이래봬도 유능한 영업사원이에요"에 나오는 신입사원으로, 하룻동안 영업부에서 교육을 받게 되었다. 이름과 비슷하게 건방지며, 개성을 존중하며, 계약을 자기가 직접 성사하려 한다. 신짱구가 계약을 우연히 말 한마디 "4번째에 주실지도 모르잖아"라는 말로 계약을 따낸 것을 계기로 건방짐이 완화되는 모습을 보인다.
나 부장
13기 "이래봬도 유능한 영업사원이에요"에 나오는 떡잎제과 부장으로, 원래 떡잎상사의 제안을 받아들이기 싫어했지만, 짱구 덕분에 제안을 받아들였다. "세 번 실패에 굴하지 말고 네 번째까지 도전하라"라는 창업주의 말을 이행하려 한다. 처음에는 엄격했으나, 짱구가 온 이후 호의적으로 바뀌었다.
정환의 어머니
13기 "흰둥이가 없어졌어요"에 나오는 할머니로, 이전에 흰둥이를 닮은 강아지를 키웠다. 놀이터에 있던 흰둥이를 발견하고는 잃어버린 강아지라면서 집에 데려가 하룻밤을 재웠다.
정환
13기 "흰둥이가 없어졌어요"에 나오는 한 할머니의 아들로, 할머니가 데리고 있던 흰둥이를 짱구에게 돌려주었다.
하동구
13기 "아이돌의 사인을 받아요"에 나오는 남자로, 아이돌인 아이나를 무척 좋아해 아이나의 실물 인형(20만 4천원)을 현금으로 사고, 강원도에 있는 호두케이크를 아이나가 좋아하는 것을 알게 되자 강원도까지 가서 호두케이크를 샀다.
아이나
13기 "아이돌의 사인을 받아요"에 나오는 여자 아이돌이다. 인기가 많아 사인을 하러 올 때 사람들이 많이 왔다.
이슬림
13기 "아빠가 운동을 해요"에 나오는 떡잎마을 피트니스 센터의 여자 트레이너이다. 전화와 상담이 자주 와서, 자주 짱구와 짱구 아빠를 가르치지 못한다.
강철민
13기 "아빠가 운동을 해요"에 나오는 떡잎마을 피트니스 센터의 남자 트레이너이다. 이슬림 트레이너가 자리를 비울 때 나타나는 트레이너이다. 짱구와 짱구 아빠는 강철민 트레이너가 오면 집에 가고 싶어한다.
한깔끔
13기 "가사도우미가 왔어요"에 나오는 가사대행 회사 "우리집 엄마 만세"의 가사담당 직원이다. 짱구네의 집안일을 2시간 동안 도와주었다.
최승호
13기 "아빠랑 이벤트에 가요"에 나오는 22살 젊은 아빠이다. 화가로 집에서 일하며, 남자이지만 아이를 잘 다룬다.
한개선
13기 "최고의 패밀리 레스토랑이에요"에 나오는 뚜비뚜바의 점장이다. 실적이 안 좋은 매장을 다니면서 문제점을 개선해 주는 자칭 해결사 점장이다. 하지만 짱구 가족을 모니터 요원으로 오해해 엄청난 손해와 한 손님의 혹평을 받았다
김낙선
13기 "짱아가 깰까봐 조마조마해요"에 나오는 국회의원 후보이다. 짱구네 집 근처에서 선거활동을 하다가 짱구가 쫓아낸다.
정훈의 숙부
13기 "닭살부부가 이사를 가요"에 나오는 닭살부부 신랑인 정훈의 숙부이다. 정훈과 민희를 시골로 보낼려고 했지만, 다시 짱구네와 살도록 한다.
패스트푸드점 직원 부부
13기 "오수 형이 사랑에 빠졌어요"에 나오는 패스트푸드점에서 일하는 부부이다. 처음에 오수가 여자 쪽을 좋아했지만, 2년차 부부인 걸 알고 실망한다.
똘똘이
13기 "맹구가 원해요"에 나오는 개로, 맹구와 얼굴이 비슷하고, 맹구처럼 돌을 좋아하는 개이다.
봉깨비
13기 "초코비를 지켜요"에 나오는 다이어트 괴물로, 봉미선과 닮았다. 짱구와 흰둥이가 무찌른다. 부리부리몬이 조종하고 있었다.
초코비 요정
13기 "초코비를 지켜요"에 나오는 상점 주인을 대체하여 나온 요정으로, 짱구에게 봉깨비를 무찌르는 방법을 제시해 준다.
박팽이
13기 "버섯따기 승부를 해요"에 나오는 버섯따기의 달인이다. 짱구와 버섯따기 대결을 벌여 이겼지만, 독버섯을 따게 되어 은퇴를 하려 한다.
퐁퐁이
13기 "귀여운 토끼가 왔어요"에 나오는 토끼로, 짱구네에 몰래 들어왔다가 진짜 주인이 나타날 때까지 짱구네가 잠시 키웠다. 짱구 머리를 쓰다듬었다. 흰둥이와 퐁퐁이랑 산책을 갈 때, 여학생들이 짱구와 흰둥이를 무시하고 퐁퐁이를 귀여워했을 때 짱구는 퐁퐁이를 스승님이라고 여기고 인기의 비결이 뭔지 궁금해한다.
수정
13기 "올해의 베스트를 정해요"에 나오는 편의점 알바생으로, 대학교 1학년이다. 이쁘고 상냥해서 짱구와 짱구 아빠가 마음에 들어한다.
유아동
13기 "물건에 이름을 붙여요"에 나오는 떡잎대학교 교수로, 자기 물건을 정리하기 위한 교육에서 물건에 이름을 붙이라고 한다.
황기찬
13기 "자전거로 출근해요"에 나오는 떡잎상사 직원으로, 자전거를 타고 출근한다.
연수
14기 "힙합 댄스를 배워요"에 나오는 댄스 수강생으로, 철수가 그녀에게 잘 보이기 위해 힙합 댄스를 배우는 계기가 되었다.
알콩이
14기 "책을 읽어줘요"에 등장하는 여자이자 달콩이의 여자친구로, 백화점에서 짱구와 친구들에게 책을 읽어준다.
달콩이
14기 "책을 읽어줘요"에 등장하는 남자로, 알콩이의 남자친구이다. 건담 로봇을 좋아한다.
윌
14기 "개미비안의 해적과 보물"에 등장하는 개미로, 떡잎마을에 살고 있다.
젝스트론 선장
14기 "개미비안의 해적과 보물"에 등장하는 개미 선장으로, 배가 좌초되어 짱구네에 표류하게 된다.
정태
14기 "신비한 마법의 반지"에 나오는 소년으로, 원더링을 손에 넣다가 나쁜 소원을 빌어 어둠의 반지가 되어 괴물이 되어 버린다. 액션가면이 반지를 주방세제로 미끌거리게 해서 뽑아 다시 원래대로 돌아왔다.
현씨
14기 "시골에서 하룻밤을 보내요"에 등장하는 노인으로, 고뭉치의 친척의 사촌의 친구네의 대각선 건너편에 살고 있고, 짱구네가 묵었던 집을 관리하고 있다. 찹쌀떡을 좋아하여 짱구네 몰래 먹기도 하였고, 짱구네에게 반딧불이 전설을 소개해 주기도 한다. 할아버지로 보이지만 사실은 할머니이다.
디브이디
14기 "무시무시한 DVD예요"에 나오는 인물로, DVD 세계에서 왔다. 떡잎마을에 DVD 가게를 차리고 "침략자라네" DVD로 떡잎마을 주민들을 악에 빠뜨리려 하다가 짱구 가족에게 DVD 낙서로 당한다.
수정
14기 "짱아가 아기를 봐요"에 등장하는 아기로, 미숙의 친척집 아기이다.
왕소심
14기 "사랑이 꽃피는 수족관이에요"에 나오는 남자로, 수족관에 6개월 동안 놀러와 송인어를 짝사랑한다.
송인어
14기 "사랑이 꽃피는 수족관이에요"에 나오는 수족관 여직원이다.
민대구
14기 "사랑이 꽃피는 수족관이에요"에 나오는 수족관 관장으로, 송인어와 약혼하게 된다.
매드독
X파일 "매리조나 마을의 결투"에 나오는 악당으로, 매리조나 마을에 침입하였지만 짱구 일행에 의해 물러난다.
민희의 전 남친
X파일 "전 남친의 사진을 들켰어요"에서 민희가 언급한 남자로, 정훈과 맞먹는 정도의 사랑을 하다가 헤어졌는데, 사실은 어린 시절이었고, 그 남친도 어린애였다.
라면집 주인
X파일 "유명한 라면집에 줄을 서요"에 나오는 라면집 주인으로, 라면을 단 한 종류밖에 안 팔고(게다가 10000원이다), 규칙을 어기는 손님을 쫓아낸다.
소아과 의사
X파일 "짱아는 출입금지예요"에 나오는 젊은 의사로, 새로 생긴 "반짝이는 별 소아과의원"의 의사이다. 봉미선과 짱아가 이 의사에게 반한다. 특히 짱아가 진찰받아야 할 부분을 봉미선이 진찰받으려 하다가 저지되었다. 마지막에는 짱아가 겁이 나서 주사기를 그 의사의 팔에 정통으로 꽂아버렸다.
낚시집 주인
X파일 "낚시의 달인이 나타났어요"에서 낚시집을 하고 있는 아저씨로, 신짱구와 신영식, 나시광이 잡고자 하는 거대 잉어인 금돌이를 어느 누구에게 잡히지 않으려고 한다.
나시광
X파일 "낚시의 달인이 나타났어요"에 나오는 낚시의 달인으로 상금을 모조리 싹쓸이한다. 엄청난 감각으로 물고기가 있는 곳과 크기 등을 알아맞힌다. 상금 100만 원이 걸린 거대 잉어를 잡으려 하지만 신짱구가 엉덩이를 이용해 거대 잉어를 잡게 되어 실패한다.
허기상
X파일 "날씨가 이랬다 저랬다해요"에 나오는 기상 캐스터로, 마음 속의 집중호우를 뿌리는 헥토파스칼이라고 소개한다. 날씨를 소개할 때 직접 엎드려서 돌림판을 돌려 날씨를 말한다. 맑았을 때도 손가락 위치 때문에 비가 온 적도 있었다.
햇살댄스단
X파일 "날씨가 이랬다 저랬다해요"에 나오는 댄스단으로, 날씨가 맑다고 예보되면 햇살댄스를 춘다.
담임 선생님
성우: 윤여진 (투니버스)
X파일 2기 "짱구가 초등학생이래요"에 나오는 짱구가 다니는 액션 초등학교에 1학년 1반 짱구의 담임 선생님이다. 33살 독신이고, 애인은 없다. 짱구 때문에 수업 첫날부터 곤욕을 치루며 수업 1교시도 제대로 하지도 못하고 끝낸다. 짱구의 말과 이상한 행동들에 의해 많은 스트레스를 받게 된다.
도균일(일본명: 타이라 킨이치)
2013년 2월 22일(한국판에서는 15기) 방영된 "이삿짐 정리를 도와요"에서 첫 등장한 대학생이다. 자신이 평범하다고 생각하며, 심지어 옆집사람도 외모가 완전 똑같다.
도라도라 주방장
초밥의 초자라는 말만 들어도 빙글빙글 공격을 한다. 나미리가 당했었다.
쓰리 봉봉봉
16기 "엄마의 과거를 얘기해요"에 나오는 봉미선이 좋아했던 가수이다. 멤버는 만봉, 희봉, 달봉으로 봉미선은 달봉을 좋아해 봉미자를 데리고 서울까지 올라갔다.
마르크
16기 "스페인에서 보물을 찾아요"에 나오는 스페인 사람으로 여행가이드이다. 고양이 사건이 끝난 후 도망갔다.
토니 외 3인
16기 "스페인에서 보물을 찾아요"에 나오는 데이비드의 친구들로, 데이비드를 응원만 해준다.
데이비드
16기 "스페인에서 보물을 찾아요"에 나오는 마피아의 부하로, 사실은 영화회사 직원이다. 아이돌을 좋아하고 엉뚱한 말을 한다. 짱구와 아이돌 얘기를 나누면 잘맞는 면이 있다.
바콥
16기 "스페인에서 보물을 찾아요"에 나오는 마피아의 보스로, 사실은 영화회사 사장이다. 고양이 모형을 노리고 있고, 총도 가지고 있는데 스페인 깃발이 나오는 가짜 총이다.
스필버그 감독
16기 "스페인에서 보물을 찾아요"에서 바콥이 언급한 야옹이의 전설의 감독이다.
강질주
16기 "달리기 영재를 뽑아요"에 나오는 달리기 선생으로, 존 벤슨의 조수로 달리기 영재를 찾는 중인데 허탕만 쳤다.
존 벤슨
16기 "달리기 영재를 뽑아요"에 나오는 달리기 선생이다. 강질주와 함께 달리기 교실을 운영하면서 달리기 영재를 찾는 중인데 역시 허탕만 쳤다.
티모시
16기 "흰둥이의 산책친구를 찾았어요"에 나오는 강아지이다. 이슬의 친구가 주인인 강아지로 비싼 음식을 좋아하고 흰둥이를 처음엔 싫어했지만 떠나면서 아쉬워한다.
빙어잡이 직원
16기 "빙어 낚시를 해요"에 나오는 빙어잡이 직원이다. 짱구네에게 빙어 잡는 법을 가르쳐주고 자리도 잡아줬다. 신영식이 그녀한테 반했다.
빙어잡이 아저씨
16기 "빙어 낚시를 해요"에 나오는 아저씨이다. 아이와 같이 놀러왔고 빙어를 많이 잡아 2~3일간 빙어튀김 파티를 하자고 한다. 신영식에게 크리스탈을 이용해 잡는 노하우를 가르쳐준다.
예술 도시락단
16기 "도시락으로 대결을 해요"에 나오는 여고생 조직이다. 멤버는 진희, 미키, 봉선으로, 붉은 장미 삼총사를 이기고 떡잎마을을 정복하기 위해 도시락 대결을 벌인다. 심판은 떡잎마을 방범대이며, 1라운드는 은혜(가짜도시락-맛없는걸 맛있는 것으로 속임)와 진희(아귀도시락) -> 은혜 승, 2라운드는 마리(카레도시락)와 미키(채소도시락) -> 미키 승, 3라운드는 용숙(두부전골도시락)과 봉선(모나리자도시락) -> 짱구가 모나리자도시락을 두부전골에 넣어 비겼다.
로봇독
16기 "우주 경찰견 로봇독"에 나오는 강아지로, 정체는 흰둥이다.
자판독
16기 "우주 경찰견 로봇독"에 나오는 자동판매기 로봇으로, 유리를 공격하다가 로봇독한테 공격당한다.
우버
16기 "우주 경찰견 로봇독"에 나오는 로봇경찰청장으로, 로봇독에게 지령을 내린다.
라이튼
16기 "우주 경찰견 로봇독"에 나오는 가로등로봇으로, 신영식을 공격한다.
스톱독
16기 "우주 경찰견 로봇독"에 나오는 신호등로봇이다.
부끄부끄
16기 "우주 경찰견 로봇독"에 나오는 로봇 범죄조직으로, 로봇독을 잡기 위해 떡잎유치원을 침략한다. 슈퍼 마리오의 유령인 부끄부끄와는 관련이 없다.
야옹버스
16기 "우주 경찰견 로봇독"에 나오는 유치원 버스 로봇으로, 짱구를 잡아먹고 주행모드 능력을 가지고 있다. 원래는 떡잎유치원의 통학버스였다.
하이퍼야옹버스
16기 "우주 경찰견 로봇독"에 나오는 유치원 버스 로봇으로, 야옹버스가 변신했다.
메카택배
16기 "우주 경찰견 로봇독"에 나오는 우주선으로, 우주경찰본부에서 무기를 운반해준다.
슈퍼 사이즈 로봇독
16기 "우주 경찰견 로봇독"에 나오는 강아지로, 로봇독이 커진다.
꿀멍이
16기 "아기 돼지가 길을 잃었어요"에 나오는 아기돼지로, 훈이가 길잃은 아기돼지를 주워와 짱구네 집에 데려왔는데 훈이가 지은 이름은 분홍이, 짱구가 지은 이름은 고기만두다. 봉미선이 숨겨둔 다이어트 과자를 먹는 등 먹성이 뛰어나다. 참고로 흰둥이를 산책시키지 않아 짱구에게 화가 많이 난 봉미선한테 들키지 않기 위해 몸통만 흰둥이 몸통 인형옷으로 변장시켰는데 봉미선은 흰둥이인줄 알았다.
꿀멍이 주인
16기 "아기 돼지가 길을 잃었어요"에 나오는 아기돼지 주인으로, 오늘 아침에 잃어버렸던 아기돼지를 짱구네를 우연히 지나치다가 되찾게 된다.
DVD 소믈리에
16기 "DVD 소믈리에의 추천을 받아요"에 나오는 중년 남성으로, 30년간 30만편의 DVD를 본 사람이다. 짱구와 신영식에게 영화를 추천해주었는데, 짱구에게는 제대로 추천해주다가 신영식한테는 직장 부하직원과의 관계를 캐묻기도 하고 아내와 사이 좋은데도 사이가 안 좋다고 하고, 심지어 A급을 원하는 신영식한테 A급 영화제목을 말하고 이야기가 다르다고 신영식이 말하자 사실 그 영화제목이 아닌 이름이 비슷한 B급 영화를 추천해준다. 짱구네가 간 다음에는 직원도 아닌데 왜 계시냐고 욕을 먹는다.
안맑음
16기 "자신있게 일기예보를 해요"에 나오는 남자 기상 캐스터로, 사람들의 시선이 무서워 정확한 일기예보를 하지 못하며 그런 성격 때문인지 모태솔로다. 요리코너를 하는 김나비 아나운서랑 열애설이 났지만 그건 사실이 아니다. 어쨌든 짱구와 친구들의 도움으로 정확한 일기예보를 하고 김나비 아나운서에게 고백을 했지만 김나비 아나운서는 고백을 거절했다.
김나비
16기 "자신있게 일기예보를 해요"에 나오는 여자 아나운서로, 요리코너를 진행하고 있으며 안맑음의 고백을 거절했다.
엄마 알파카
16기 "알파카를 보고 싶어요"에 나오는 알파카이다. 알파카를 모르는 사람들을 위해 설명하자면 알파카는 목이 길고 털이 북실북실한 4족보행 동물이다. 알파카 공연을 놓친 짱구가 이 알파카를 발견하여 친해졌고, 신영식한테는 침을 뱉는다(사실 알파카는 마음에 안드는 사람한테는 침을 뱉는다.). 하지만 이 알파카는 갑자기 쓰러져 확인해보니 임신한 알파카라는 사실이 밝혀졌다. 심지어 출산일이 늦어졌고 어디 데려갈 수도 없어 결국 숲에서 아기 알파카를 낳는다. 짱구는 아기 알파카를 만져보기도 했다. 봉미선은 알파카를 알프스라고 잘못 말하기도 했다.
젖소
16기 "알파카를 보고 싶어요"에 나오는 젖소이다. 신영식과 짱구가 젖소의 우유 나오는 젖을 만져보고 뱃살이 봉미선의 뱃살처럼 빵빵하다고 했다.
알파카 관리인
16기 "알파카를 보고 싶어요"에 나오는 여자 관리인으로, 두번이나 알파카 공연이 끝났다고 말해 늦게 온 짱구네를 멘붕에 빠뜨리게 한다. 하지만 엄마 알파카의 임신을 도와준다.
수지네 집사장
16기 "집사 카페를 해요"에 나오는 수지네 집사장이다. 유리의 집사카페를 촌스럽게 생각한 수지가 흑곰을 시켜 불러 철수, 훈이, 맹구한테 집사 훈련을 시킨다.
정육점 주인
16기 "흰둥이랑 바꿔 살아요"에 나오는 정육점 주인이다. 흰둥이로 변장한 짱구를 알아보고는 삼겹살 세일을 한다고 엄마한테 전해놓으라고 말했다.
동그랑땡 판매원
16기 "흰둥이랑 바꿔 살아요"에 나오는 액션마트 냉동 동그랑땡 판매원이다. 시식도 하는데 짱구가 더 먹으려 하자 싫어한다.
이중성
16기 "어린이 학원에 다녀봐요"에 나오는 하나마나 어린이 학원의 원장이다. 짱구와 훈이를 비롯한 어린이들에게 무료체험을 시키는데 짱구에게는 화를 낸다. 짱구에 의해 물을 맞았을 때 아이들을 돈줄로 생각해 나쁜 사람으로 밝혀졌다.
모리나
16기 "LED로 바꿔 달아요"에 나오는 모델이다 남편을 도와주는 사진을 보내달라고 한다. 그리고 LED 전구를 바꿔 갈으라는 봉미선의 요구를 거절한 신영식은 모리나가 사진을 보내달라고 하자 전구를 갈겠다고 했다.
내마루
16기 "자존심을 건 축구시합을 해요"에 나오는 어린이 축구선수로, 유럽의 산속에서 10년, 남미 정글에서 10년 동안 수련한 끝에 축구도사가 되었다고 한다. 처음에 짱구팀과 치타팀이 축구시합을 했을 때 치타팀에서 짱구팀을 깔봤으나 짱구가 엉덩이를 이용해 골을 넣어 짱구팀이 이겼는데, 이 때 이후로 짱구팀과 친해진다. 하지만 오날두에 의해 에스퍼 떡잎마을 팀에 후보로 못 든 선수임이 밝혀지고 짱구팀과 함께 오날두 팀에 대항하고, 결국 오날두 팀을 이겼다.
오날두
16기 "자존심을 건 축구시합을 해요"에 나오는 에스퍼 떡잎마을 팀의 선수이다. 별명은 도널드이며, 특기는 번개같은 드릴슛이다. 내마루에게 피라미, 바보 둔탱이라 놀렸다. 그리고 짱구팀과 시합을 벌였는데 종료 2분 전에 골을 넣는다고 하고 그전에는 그냥 봐주면서 시합했는데, 2분전이 되자 골 넣으러 갔는데 맹구의 콧물로 축구공을 묶어 실패한다.
한강
16기 "자존심을 건 축구시합을 해요"에 나오는 남자로, 우연히 지나가던 축구를 사랑하는 사람이다. 갑자기 나타나서 짱구팀과 오날두팀의 축구경기의 해설을 보고 떡잎유치원 원장에게 자기 멋대로 떡잎유치원 운동장을 에스퍼 떡잎마을 팀이 쓸거라고 말한다.
오초아
16기 "자존심을 건 축구시합을 해요"에 나오는 에스퍼 떡잎마을 팀의 골키퍼이자 수호신이다. 천개의 손을 가졌다고 한다.
역마중 야구부 타자
16기 "회의할 곳을 찾아다녀요"에 나오는 역마중학교 야구부 타자로, 못생긴 얼굴을 하고 있다. 역마중이 지고 있을 때 9회말의 마지막 타자로 나왔는데, 짱구가 루쪽에서 앉아 있어 경기방해를 내 쫓아냈는데 떡잎마을 방범대는 오히려 잘 치라고 응원을 했다. 결국 홈런을 해 역마중이 이겼는데, 여학생들은 상대편의 잘생긴 남자에게만 괜찮다고 말하고 자기한테는 오지 않으니, 자기는 이긴 것 같지가 않다고 말했다.
독이라
16기 "나는 보았다! 떡잎마을의 전설 공포의 뽑기 인형"에 나오는 강아지 악당의 뽑기 인형이다. 훈이가 뽑기에서 또 나왔다고 버렸고 이후 훈이 클론으로 변신해 훈이가 있는 곳으로 찾아가 뽑기 자판기를 만들어 거기서 나온 훈이 클론과 함께 공격한다.
차시동
16기 "이모가 운전을 배우기로 했어요"에 나오는 운전학원 강사로, 봉미선과 짱아가 좋아하지만 미소는 자기 취향이 아니라고 한다.
기능시험 감독관
16기 "이모가 운전을 배우기로 했어요"와 "이모가 면허를 딸 수 있을까요"에 나오는 운전학원 기능시험 감독관이다. 봉미소가 실수를 하자 화를 냈다고 봉미선이 생각해 항의했지만 실제로는 화낸 게 아니라고 해서 감독관에게 여러번 죄송하다고 말했다
샌드백 토끼
성우: 야지마 아키코/김영은
10기 "샌드백 토끼의 복수", 11기 "유리의 인형이 말을 했어요", 16기 "몸속에 들어온 샌드백 토끼"에 나오는 토끼이다. 매번 납량특집마다 유리를 괴롭힌다. 특히 16기에서는 목걸이를 이용해 유리 몸속으로 들어가 유리를 조종하려 한다.

## 가상의 인물
액션가면
미미(일본명: 사쿠라 미미코)
성우: 정유미 (투니버스 14기), 주유랑 (SBS 1~2기), 여민정 (투니버스 3기), 임은정 (SBS 4,6기), 최향윤 (SBS 7기), 정혜원 (투니버스 12기)
짱구가 즐겨보는 어린이 프로그램 액션가면의 등장인물이다. 액션가면과 거의 같이 다니면서 악당들이 나올 때 액션가면에게 도움을 요청하는 역할을 한다. 자주 하는 말: "도와줘요! 액션가면~"
고지식 박사(키타 카스카베 박사)
액션가면에 나오는 박사로, 특수한 것을 개발해 액션가면에게 도움을 준다. 1기 극장판과 일부 에피소드에서 등장하였다.
다크 쉐도우
짱구는 못말려 13기 "악당이 멋있어요"에 등장하는 악당으로, 훈이와 얼굴이 닮았고, 훈이가 이 악당을 따라했다. 다리가 짧아서 이를 액션가면에게 들켜 결국은 액션가면에 패배하게 된다.
옥토퍼
14기 "헌옷으로 놀아요"에 나오는 악당으로, 문어를 모티브로 했다. 짱구가 헌옷을 이용하여 이 분장을 했고, 흰둥이는 미미 역할을 하여 훈이와 다른 사람한테 했는데, 액션가면을 맡은 훈이는 옥토퍼가 이기는 전편보다는 액션가면이 이기는 후편으로 역할극을 하려 했다.
플라워 남작
X파일, 10기에 나오는 악당으로, 봉미선과 짱아가 잘생긴 이 악당에 푹 빠져 액션가면 카드가 나오는 소시지를 사게 되었다. 이 악당이 지고 난 후에 새로운 악당도 잘생겨서 봉미선과 짱아가 다시 그 악당에 빠지게 되었다.
부리부리자에몽 (부리부리몬)
건담로봇
성우: 오오타키 신야/유호한(극장판 4기)→임채헌(극장판 13기)→김신우(극장판 25기)
짱구가 즐겨보는 어린이 프로그램의 주인공이다. 평상시에는 장난감으로 나오는 것을 제외하면 자주 나오지도 않지만, 극장판 3기 《운코쿠사이의 야망》에서는 짱구의 로봇으로, 극장판 4기 《핸더랜드의 대모험》에서는 부모님을 구하러 갈 때 도와주는 역할로 나온다. 극장판 13기 《전설을 부르는 부리부리 딱 3분 대진격》에서는 거대 로봇으로 등장한다.
신비한 마법소녀 마리(마법소녀 마리)
철수가 빠져있는 드라마 중 하나로, 마법을 부리는 소녀이며 철수가 남몰래 좋아하는 캐릭터다. 또한 철수와 유리뿐 아니라 짱구와 친구들이 좋아하는 캐릭터이기도 하다. 라이벌은 실러(짱구가 좋아하는 캐릭터)이다.
6기에서는 철수가 마리의 펜던트를 얻으려 버튼에 박치기를 해서 펜던트를 얻었다. (사실은 유리의 방법을 변형한 것이다. 반면에 유리는 펜던트 획득에 실패했다.) 일본에서 2000년 이후에는 등장하지 않으며, 이후 마법소녀 모야삐로 대체되었다.
실러
'신비한 마법소녀 마리'에 등장하는 마리의 라이벌로, 마리를 뺀다면 신짱이 제일 좋아하는 캐릭터이다.
마법소녀 모에P(마법소녀 프린세스)
마법소녀 모야삐 (10기)
성우: 박리나
철수가 빠져있는 아동용 애니메이션의 주인공으로, 마법을 자유자재로 부릴 수 있는 소녀이다. 인간인 달님이도 가끔씩 등장한다. 애니메이션에서는 소녀마법사 마리를 대체한 소녀로, 일본에서는 2003년, 대한민국에서는 10기(2010년)부터 등장했다. 마법의 별에서 지구로 여행을 왔다가 달님이네와 함께 살게 된다. 《극장판 14기 - 전설을 부르는 춤! 아미고!》에서 철수가 이 애니메이션을 보는 장면에서, 달님이가 모야삐에게 강아지를 만들어 달라고 부탁하자 "안 돼, 살아있는 생명은 만들 수 없어."라고 하는 것으로 보아, 그녀는 생명체를 만드는 마법은 부리지 못한다. 10기에서는 유리가 모야P가 마법은 안 부리고 만두만 만들다 끝난다고 제작진에 화가 나 토끼 인형에 화풀이를 한 적이 있다. 철수네 방에는 모야P 인형이 가득하며, 또한 철수가 모야P 팬티를 입은 에피소드도 있다. 철수가 모야P 실물크기를 얻기 위하여 짱구와 응모권을 교환하려 했던 적도 있다. 프로그램 제작진은 각본 뺀질이, 프로듀서 날라리, 연출 땡땡이다. 또한, 극장판 14기에서 마법소녀 모에P로 쓰이다가, 10기에서는 마법소녀 모야삐로 쓰였고, 11기부터는 마법소녀 프린세스(프린P)로 쓰이고 있다.
달님이
모야삐의 여동생으로, 8살이다. 상냥한 엄마가 있다.
오반